# Cuori agitati
 (septembre 2017).
Si vous disposez d'ouvrages ou d'articles de référence ou si vous connaissez des sites web de qualité traitant du thème abordé ici, merci de compléter l'article en donnant les références utiles à sa vérifiabilité et en les liant à la section « Notes et références ».
Albums de Eros Ramazzotti
Nuovi eroi
(1986)
Singles
1. Terra Promessa 
Sortie : 1984
2. Una storia importante
Sortie : 1985

Cuori agitati est le premier album studio du chanteur et musicien pop rock italien Eros Ramazzotti, sorti en 1985.

## Présentation
Le 3 février 1984, Eros Ramazzotti participe au Festival de la chanson italienne de Sanremo, dans la catégorie voix nouvelles, avec le titre Terra Promessa qui lui permet de remporter la victoire. L'album, qui aurait dû sortir en octobre, gagne un prix dans la catégorie nouvelles propositions. Il y présente, également la même année, la chanson Buongiorno Bambina.
L'année suivante, il prend à nouveau part au Festival de San Remo avec la chanson Una storia importante qui ne sera que septième, mais au niveau des ventes de disques ce sera un triomphe puisque le single se vend à plus d'un million de copies en France, et se classe, dans les charts, no 1 en Italie et 2e en France durant trois semaines consécutives.
Suit la sortie de l'album Cuori agitati, qui lance définitivement sa carrière en solo. Et, environ un an après sa sortie, l'album dépasse les 400 000 exemplaires vendus en Italie.

## Liste des titres
| 1.    | Cuori agitati              | Eros Ramazzotti, Adelio Cogliati, Piero Cassano | 3:47 |
| 2.    | Respiro nel blu            | Ramazzotti, Cogliati, Cassano                   | 3:40 |
| 3.    | Buongiorno bambina         | Cassano, Ramazzotti                             | 4:15 |
| 4.    | Ora                        | Ramazzotti, Cogliati, Cassano                   | 3:49 |
| 5.    | Volare navigare camminare  | Ramazzotti, Cogliati, Cassano                   | 3:50 |
| 6.    | Una storia importante      | Ramazzotti, Cogliati, Cassano                   | 4:11 |
| 7.    | Quando l'amore             | Ramazzotti, Cogliati, Cassano                   | 4:02 |
| 8.    | Dritto per quell'unica via | Ramazzotti, Cogliati, Cassano                   | 3:57 |
| 9.    | Libertà libertà            | Ramazzotti                                      | 3:53 |
| 10.   | Terra promessa             | Ramazzotti, Alberto Salerno                     | 3:44 |
| 39:08 |                            |                                                 |      |

## Crédits

### Membres du groupe
- Eros Ramazzotti : chant, chœurs
- Claudio Bazzari : guitare
- Stefano Cerri  : basse
- Alfredo Golino : batterie
- Aldo Banfi, Danilo Madonia, Gaetano Leandro, Piero Cairo : claviers
- Amedeo Bianchi : saxophone
- Betty Maineri, Marco Ferradini, Paola Annafrancia, Rossana Casale, Silvano Fossati, Silvio Pozzoli : chœurs

### Équipes technique et production
- Production : Piero Cassano
- Mastering : Daniele Delfitto
- Arrangements : Maurizio Bassi